# 黄金の子牛の礼拝 (ティントレット)

対作品『最後の審判』。

『モーセへの十戒の授与と黄金の子牛の礼拝』（モーセへのじっかいのじゅよとおうごんのこうしのれいはい）あるいは単に『黄金の子牛の礼拝』（おうごんのこうしのれいはい、伊: L'Adorazione del Vitello d'oro、英: The Adoration of the Golden Calf）は、イタリアのルネサンス期のヴェネツィア派の巨匠ティントレットが1563年に制作した絵画である。油彩。主題は『旧約聖書』「出エジプト記」で語られているシナイ山での十戒の授与と黄金の子牛の制作から採られている。テントレットの代表作の1つであり、対作品『最後の審判』とともに横幅5.8メートル、高さ14.5メートルに達する大作である。この14.5メートルというサイズはこれまで制作されたどの絵画よりも高い。ヴェネツィアのマドンナ・デッロルト教会のために制作され、教会内陣の祭壇左側の壁に『最後の審判』と向かい合って設置された。現在もマドンナ・デッロルト教会に所蔵されている。

## 主題
モーゼはユダヤ人を率いてエジプトを脱出したのち、シナイ山の麓で野営した。そのとき唯一神は山頂からモーセを呼び、「私との契約を守れ、そうすればお前たちは聖なる民となるだろう」と告げた。そこでモーセが神の言葉を人々に告げると、人々はみな主が命じたことを行うと誓った。すると神は3日後に山頂に降臨するので、人々に身を浄め、山に囲いを作って近づかないように命じた。3日後の朝になると、分厚い雲と雷が山頂にあり、ラッパの音が鳴り響いたため人々はみな震えた。モーセは山頂で神に会い、10項目からなる戒律（十戒）を授かった。神はモーセに語るべきことを語り終えると、自らの指で十戒を刻みつけた石板をモーセに与えた。
その頃、人々はモーセの帰りが遅いため不安に駆られた。彼らはモーセの兄アロンに神像を造ることを求めた。そこでアロンは彼らの妻や息子、娘たちが身に着けている金の耳飾りを外して持って来させ、それらを溶かし、鋳型に流し込んで、黄金の子牛の像を作った。その後、像を祭壇に置き、祭の宴を催して踊り明かした。山から降りてきたモーゼはその光景を見て憤慨した。

## 制作経緯
対作品に関する契約書をはじめとする記録の類は現存していない。そのためティントレットに制作を依頼した経緯や発注主は分かっていない。しかしこの点について、17世紀の画家・伝記作家のカルロ・リドルフィは貴重な制作経緯に関する逸話を伝えている。
リドルフィはティントレット自らマドンナ・デッロルト教会に対作品の制作を申し出たと述べている。

ティントレットは想像力豊かな才能によって、絶えることなく作品のアイディアが溢れ出ていたため、いつも自分が世界で最も大胆な画家として周知されるための方法について考えていた。そこで、あるとき彼は、マドンナ・デッロルト教会の司祭たちに、内陣のために、高さが50ピエーディになる2点の巨大な絵画を制作することを申し出た。修道院長は教会の1年間の収入では、このような大規模な作品に報酬を支払うに足る十分な資金を用意できないと考えて、笑って彼を去らせた。しかしティントレットは動じずに、制作の際に支出した分を補うだけの金額を要求し、それを報酬としたいと付け加えた。修道院長はこの機会を逃してはならないと考え、100ドゥカートの報酬を支払うことで合意した。

美術史家フレデリック・イルヒマン（Frederick Ilchman）によると、この提案が事実であったならば、ティントレットは制作で使用した画材の費用を埋め合わせることもできなかった。当時、巨匠ティツィアーノ・ヴェチェッリオはいまだ存命であり、若いティントレットはより大きな名声を得て、さらなる注文を得たいと願っていたであろうことを考えると、ありえない話ではないという。
また内陣にはティントレットによって4つの枢要徳の擬人像『節制』（Temperanza）、『正義』（Giustizia）、『賢明』（Prudenza）、『剛毅』（Fortezza）が制作された。

## 作品
ティントレットは画面上部にシナイ山上でのモーセへの十戒の授与の場面を、画面下部に黄金の子牛を制作する場面を描いている。

### 十戒の授与

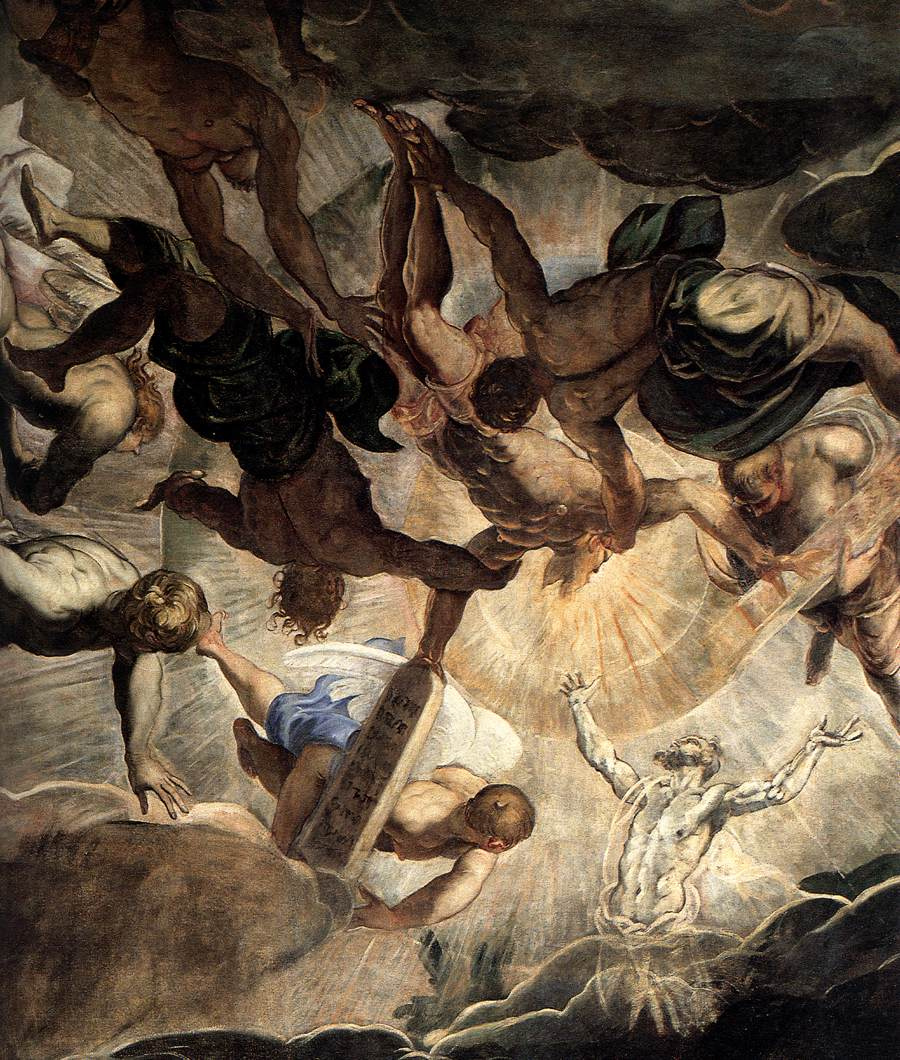
シナイ山の山頂に現れた神。

画面上部では十戒の授与の場面が幻想的なスペクタクルとして展開されている。唯一神は十戒を記した2枚の石板をモーセに渡すため、逆さまの姿勢で、旋回する天使たちの列の先頭に立ち、優雅な曲線を描きながら、天からシナイ山の山頂に降りて来ている。唯一神の両手には大きな十戒の石板があり、天使が石板を抱えるようにして支えている。そして神は両手を広げながら、モーセの顔を見つめている。一方のモーセも両手を天に向かって大きく広げて神を見上げている。
実はこのとき神は石板に十戒を記しているのであり、左手に十戒の半分を記し終えた第1の石板を持ち、右手で第2の石板に残りの十戒を記している。画面に描かれた10人の天使は十戒を表している。神は強烈な光を発しており、その光が旋回するように飛翔する天使たちの身体に強い影を生み、光と影との神秘的なコントラストを作り出している。また強烈な光によってモーセの身体の色彩が変化し、まるで神の光で融解しているようである。
大きな十戒の石板は律法の重要性を示すと同時に、人間に対する神の愛の大きさ・重さを示すかのようである。この主題は通常、モーセが十戒の石板を受け取る場面が描かれるのに対して、ティントレットはモーセが神と対面した場面を描いている。ティントレットはたがいの顔を見るモーセと神を描くことで、神自ら天からモーセの前に姿を現したことを強調し、神の恩寵によって十戒がもたらされたことを強調している。
彼らの下方に広がる雲は光を浴びて暗くなり、上部と下部を隔てる仕切りになっている。

### 黄金の子牛の制作

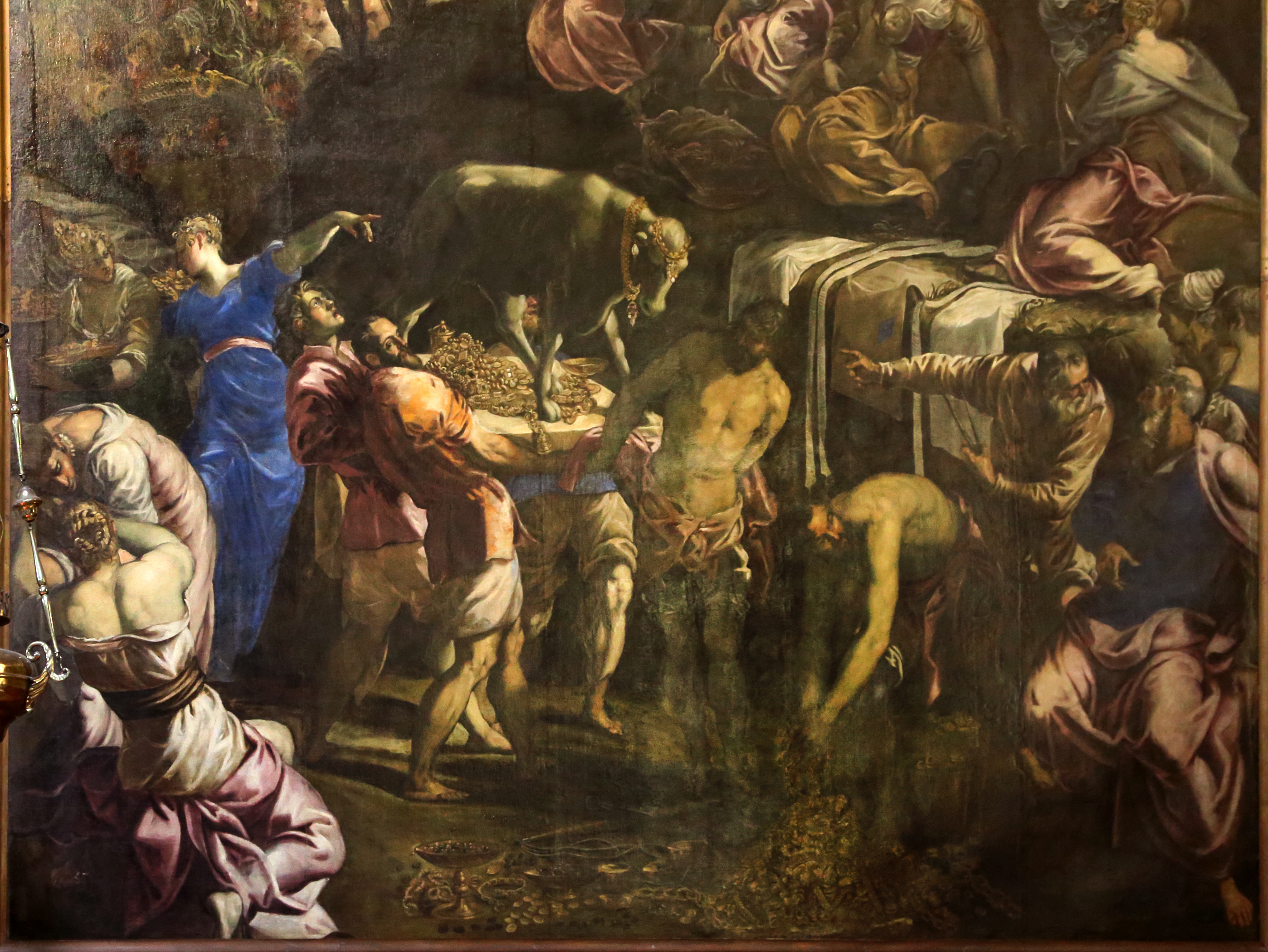
黄金の子牛の像の鋳型を運ぶ人々。

画面下部では、イスラエルの人々は黄金の子牛の像の鋳造に用いる鋳型を運んでいる。この部分はジョルジョ・ヴァザーリ以来、黄金の子牛を礼拝する場面とされてきたが、D・ロジャーズの研究以降は黄金の子牛の像を制作する場面と考えられている<。
モーセの兄弟アロンは画面右下で子牛の鋳型を指している。子牛の鋳型の足元や鋳型の前方には、鋳造に用いる大量の黄金が山と積まれている。これらはカナンの地にたどり着いた人々が自らの財産からかき集めた金製品である。実際に鋳型を運搬する人々の後方には、黄金を持った大勢の人々が行列をなしている。画面右では女性たちがシナイ山の中腹に座って行列を眺めているが、その中に耳飾りを外している女性がおり、別の女性がそれを手伝っている。彼女たちの1人は赤子を抱きかかえており、別の女性たちは話をしている。さらに画面奥では一部の人々が行列の脇に寝そべるかあるいは座り、ある者はシナイ山を見上げ、ある者は行列を眺めている。1人の母親だけは赤子に乳を与えている。
ティントレットはこのように画面上部で神の顕現を描き、下部では人間の愚かさを描くことで、神聖な場面と卑俗な場面を対比させている。さらに前者では簡潔で大胆な構図を用い、逆に後者では細かなモティーフをふんだんに描きこんだ構図を用いており、それぞれ対照的な描写をしている。
絵画の何人かの登場人物はティントレットの同時代の人物の肖像とされる。左手に建築家を象徴するコンパスを持ったアロンは建築家ヤーコポ・サンソヴィーノであり、鋳型を運ぶ4人の男はティントレット本人、ジョルジョーネ、パオロ・ヴェロネーゼ、ティツィアーノ、アロンの近くで宝石と金を集めている男はミケランジェロ・ブオナローティであるという。
クネップフェル（D. Knӧpfel）によれば「黄金の子牛の制作」の場面を「モーセへの十戒の授与」とともに描いた先例はない。また、イスラエルの人々が黄金の子牛を鋳造しようと行進している場面は「黄金の子牛の制作」の作例の中にも先例がない。

## 解釈
クネップフェルは対抗宗教改革との関連を指摘して、「モーセへの十戒の授与」は十戒の授与ではなく神とモーセの出会いを主題とし、『最後の審判』は審判ではなく人間の救済として解釈されるとした（1984年）。
アントニオ・マンノ（Antonio Manno）によると、対作品の主題の意図は『新約聖書』「ヨハネによる福音書」の「律法はモーセをとおして与えられ、めぐみとまこととは、イエス・キリストをとおしてきたのである」という言葉にあるとする（1994年）。
マイケル・ダグラス・スコット（Michael Douglas Scott）は対作品を人類救済の歴史の始めと終わりを表していると考えた。すなわちイスラエルの律法より始まった救済の歴史は、最後の審判のキリストの再臨と死者の復活において終焉を迎える（1995年）。
イルヒマンによると、対作品はティントレットの宗教芸術への関心が表れている。ティントレットは『黄金の子牛の礼拝』で古代イスラエル人による黄金の子牛の制作の場面を取り上げることで誤った芸術の例を示し、『最後の審判』で宗教絵画の模範を示している。それによってティントレットは宗教芸術を制作する際の芸術家の責任について意見表明をしているという。
『黄金の子牛の礼拝』は内陣上部に設置されたティントレットの枢要徳の擬人像と関連して、救済をめぐるトマス・アクィナスの思想を反映していると指摘されている。トマス・アクィナスによると、人間は自由意志によって神に向かおうとし、まず4つの枢要徳（正義・賢明・節制・剛毅）を得ることによって道徳的に向上する。これに対して神は恩恵として対神徳（信仰・希望・愛）を人間に与え、これにより神に向かって上昇するという。それゆえ『黄金の子牛の礼拝』の画面下で黄金の子牛（つまり偶像）を制作する人々はまず枢要徳を得て、神に向かうための対神徳へ至らなければならない。内陣上部のティントレットの擬人像は、枢要徳が救いに至るための基本であることを示すために設置されていると考えられる。

## 来歴
絵画はジョルジョ・ヴァザーリをはじめ、1581年にフランチェスコ・サンソヴィーノ、ラファエロ・ボルギーニ（1584年）、カルロ・リドルフィ（1648年）、マルコ・ボスキーニ（1674年）、ザネッティ（Zanetti, 1771年）、ジャンナントニオ・モスキーニ（1815年）によって言及されている。
イギリスのヴィクトリア朝を代表する美術評論家ジョン・ラスキンは対作品について次のように述べている。

ルネッサンスのゴシック様式の興味深い例である、窓のトレーサリーは非常に豊かで古風な趣があります。最も重要なティントレットの4作品『最後の審判』、『黄金の子牛の礼拝』、『聖母の神殿奉献』、『聖アグネスの殉教』を所有しています。最初の2点は彼の最も大型かつ最も素晴らしい作品の 1 つですが、湿気と怠慢で悲しいほどに傷んでいます。そして旅行者が絵画の意図を根気強く読み解くことに慣れていない限り、絵画から何らかの喜びを引き出そうと期待する必要はありません。しかし、断固たる研究に値する絵画はほかにないでしょう。

## ギャラリー

マドンナ・デッロルト教会内陣の現在の絵画の配置
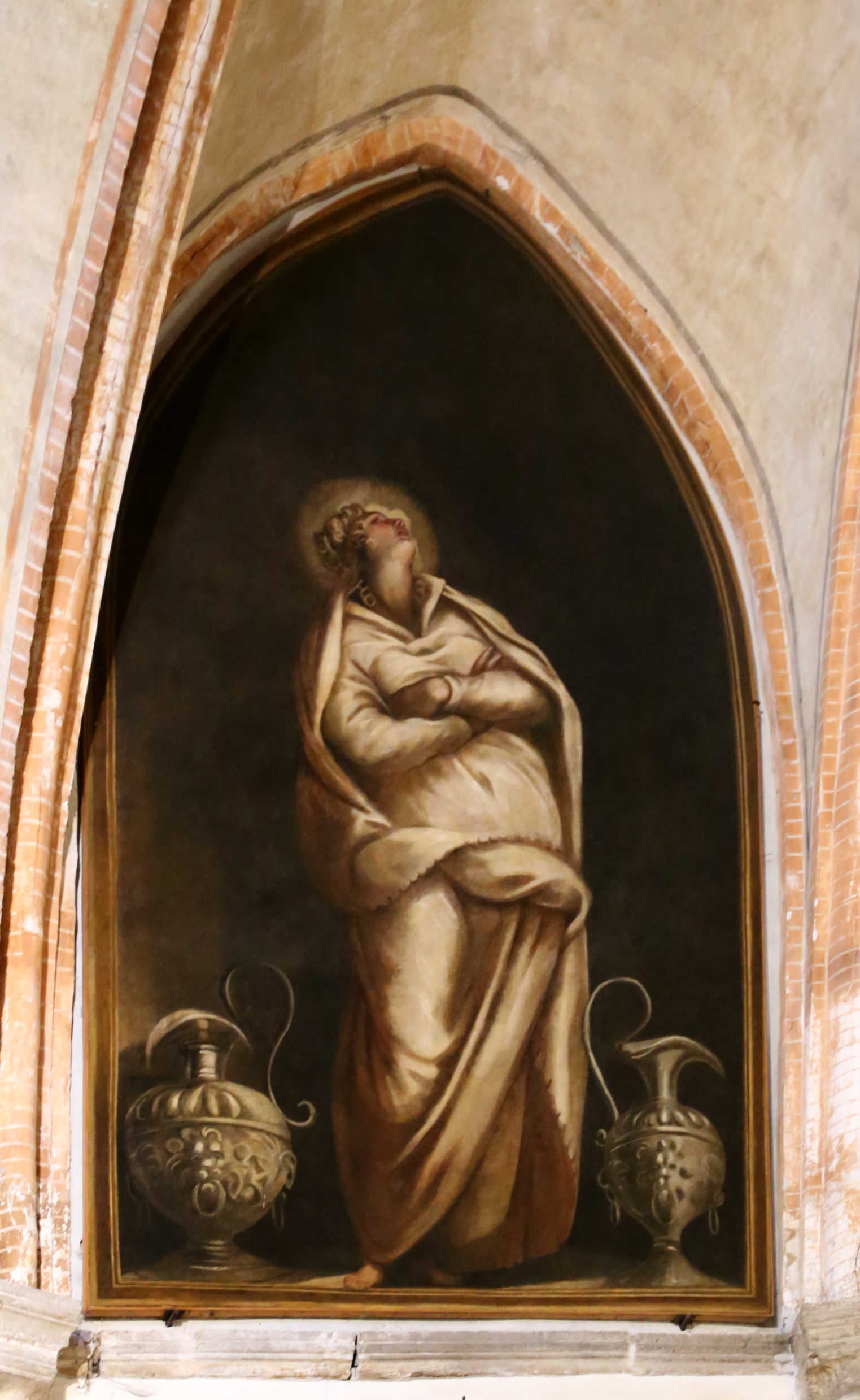
ティントレット『節制』1562年-1563年頃
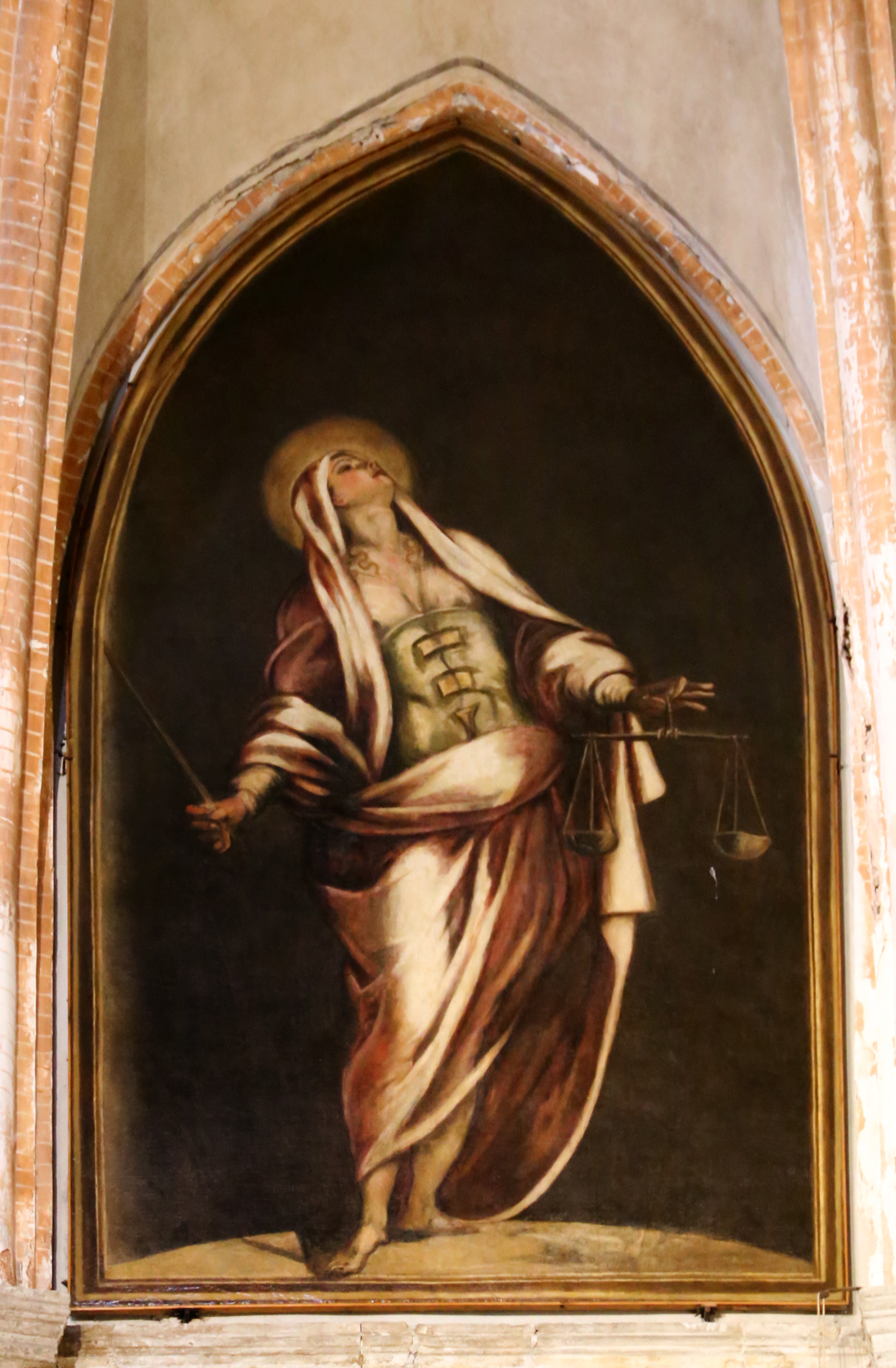
ティントレット『正義』1562年-1563年頃
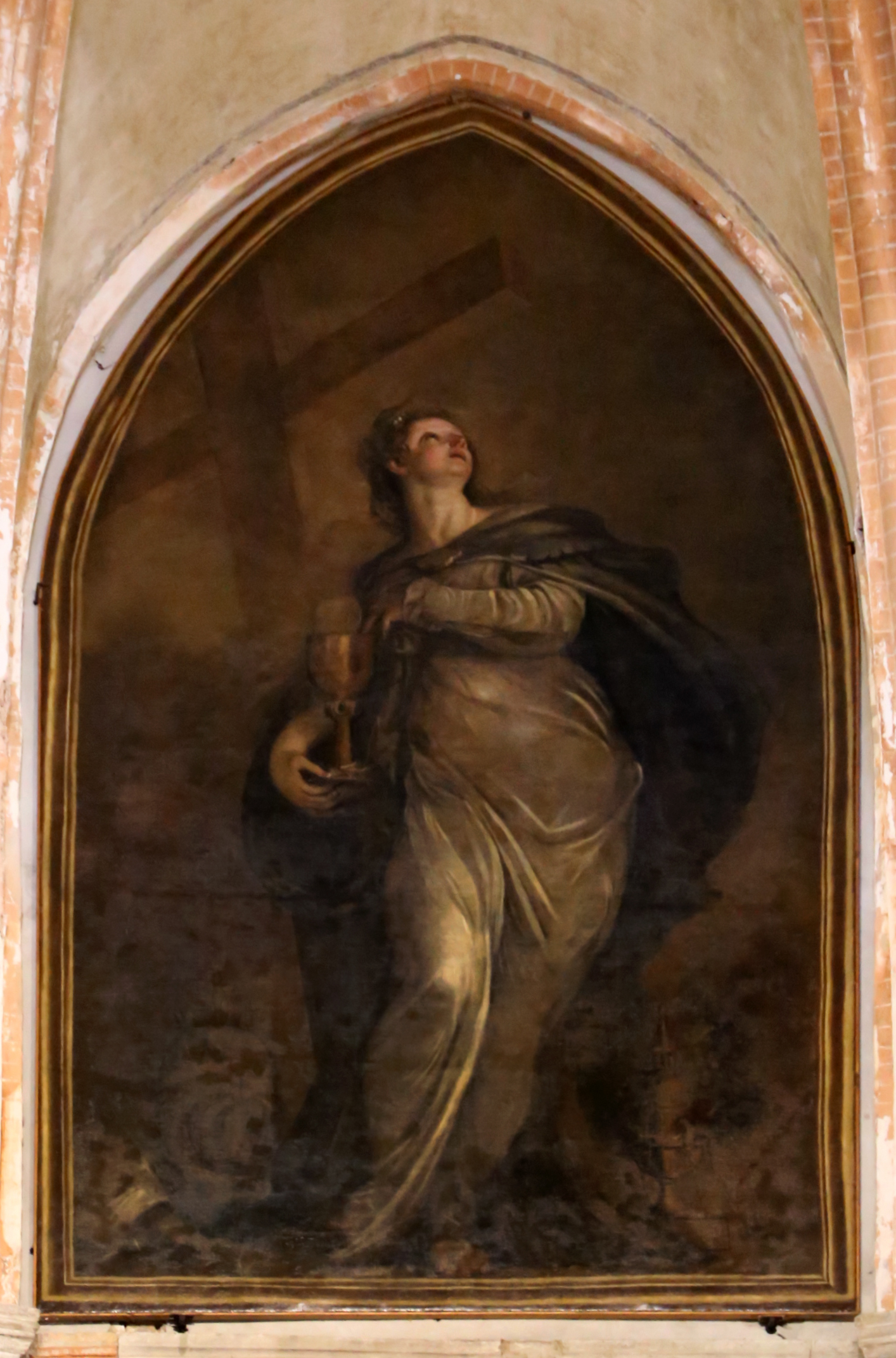
ピエトロ・リッチ（英語版）『信仰』1650年頃
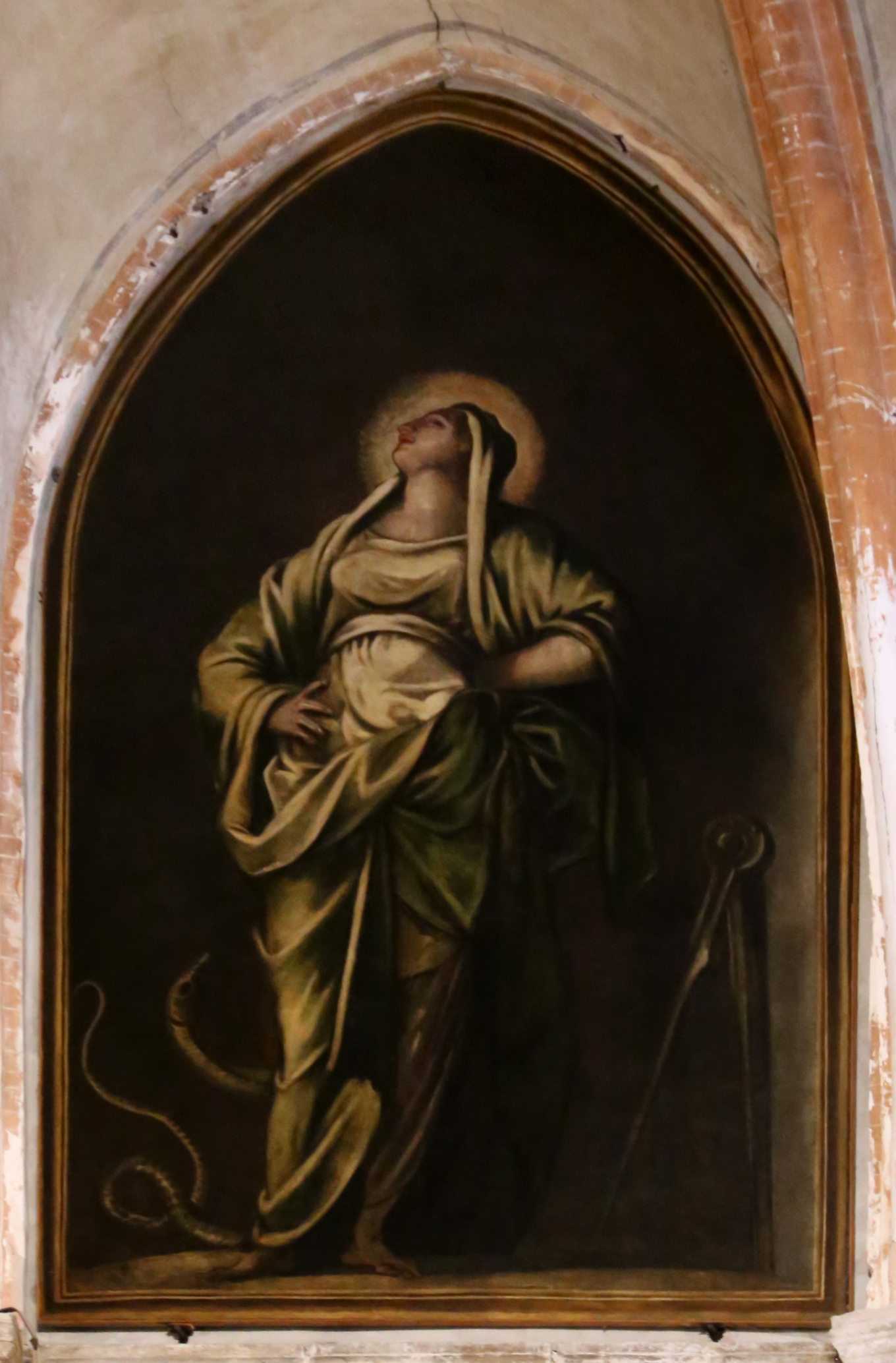
ティントレット『賢明』1562年-1563年頃
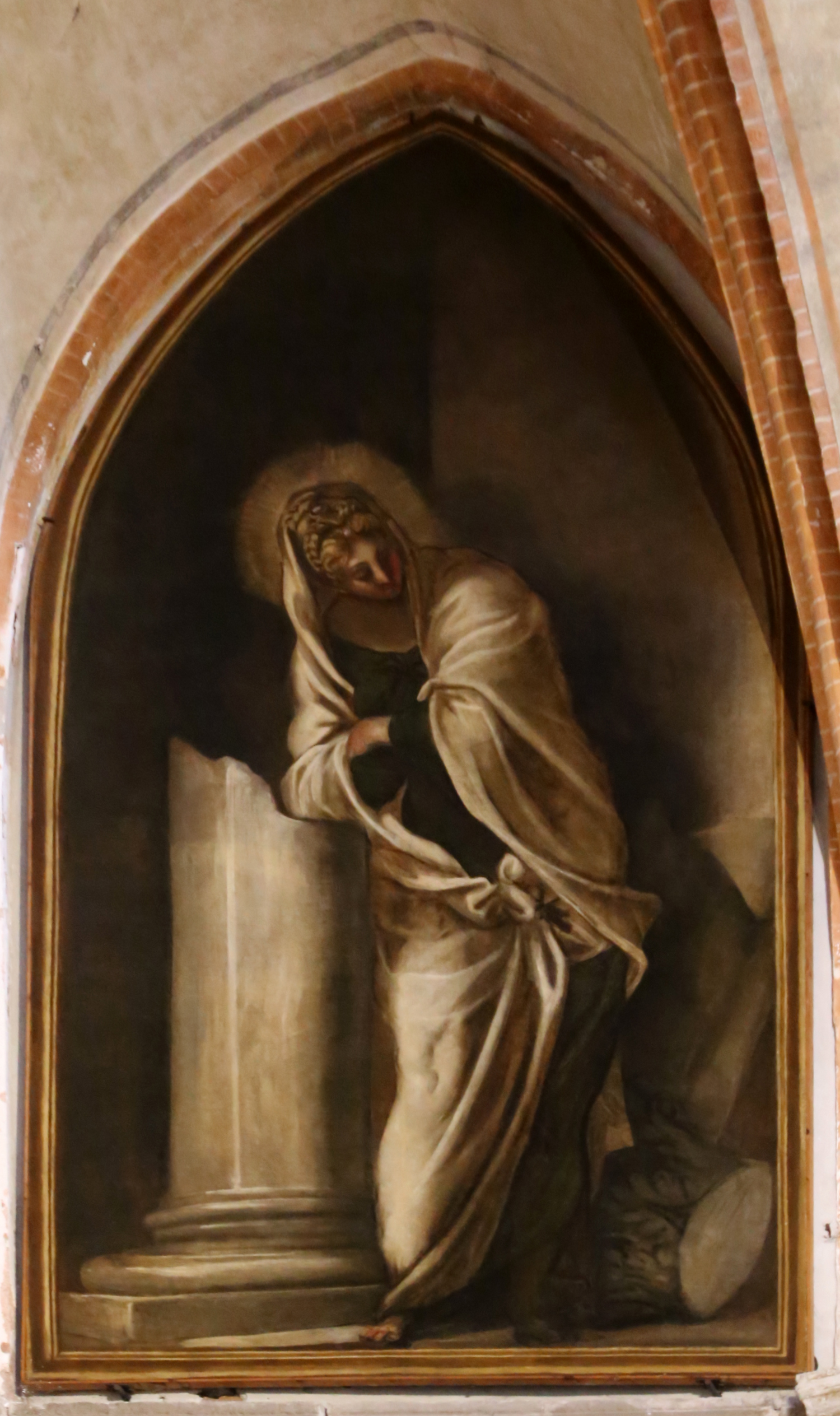
ティントレット『剛毅』1562年-1563年頃

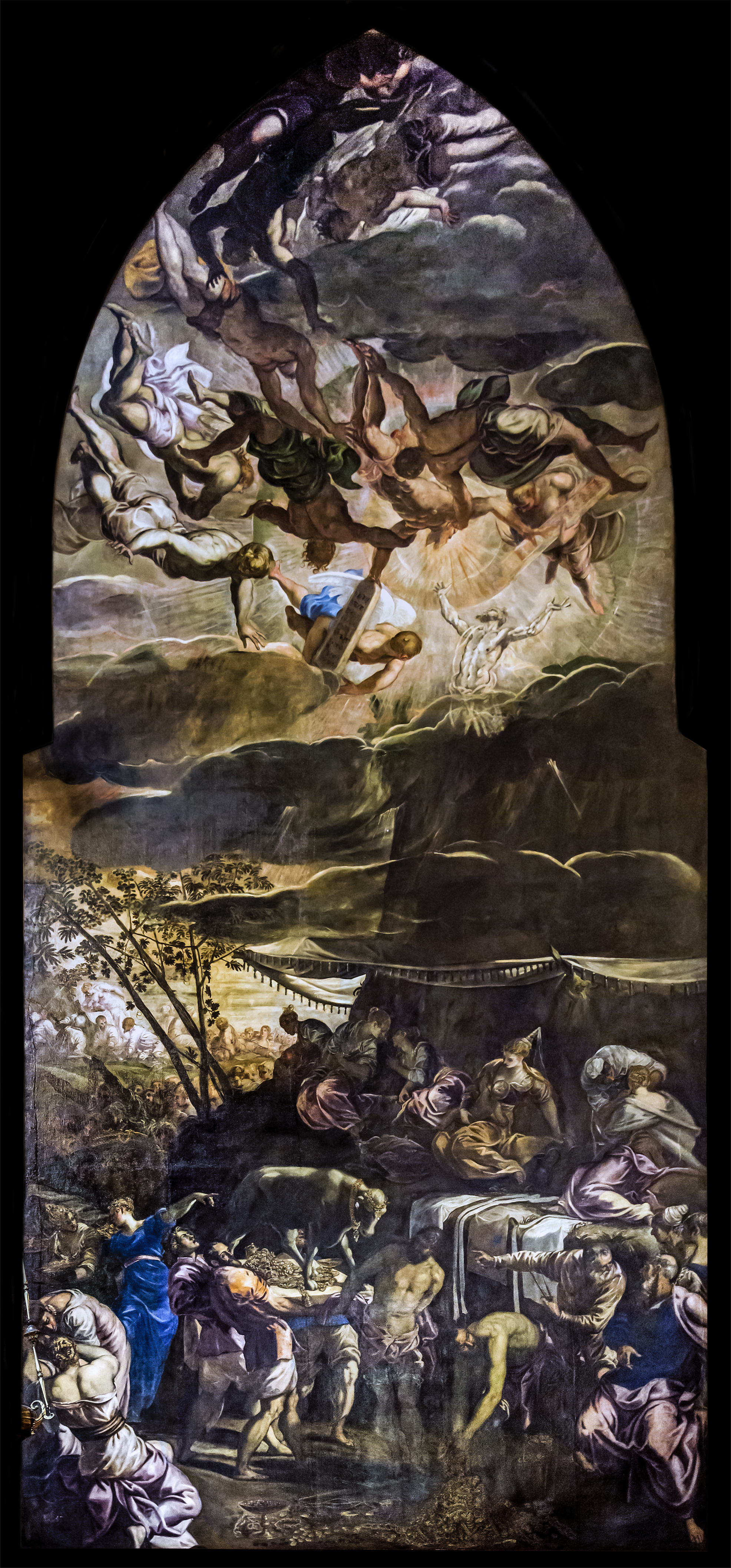
ティントレット『モーセへの十戒の授与と黄金の子牛の制作』1563年
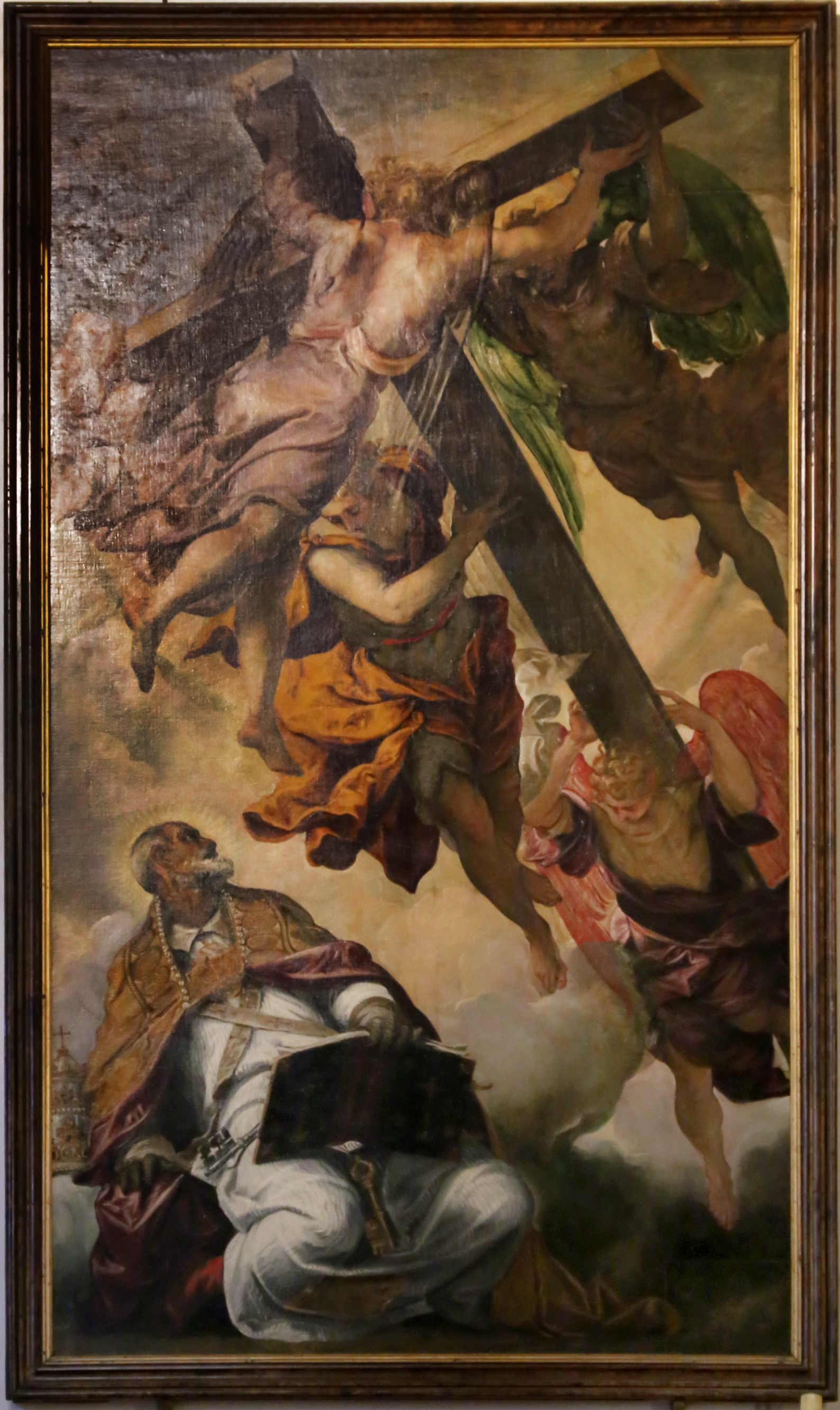
ティントレット『聖ペトロへの十字架の出現』1550年頃
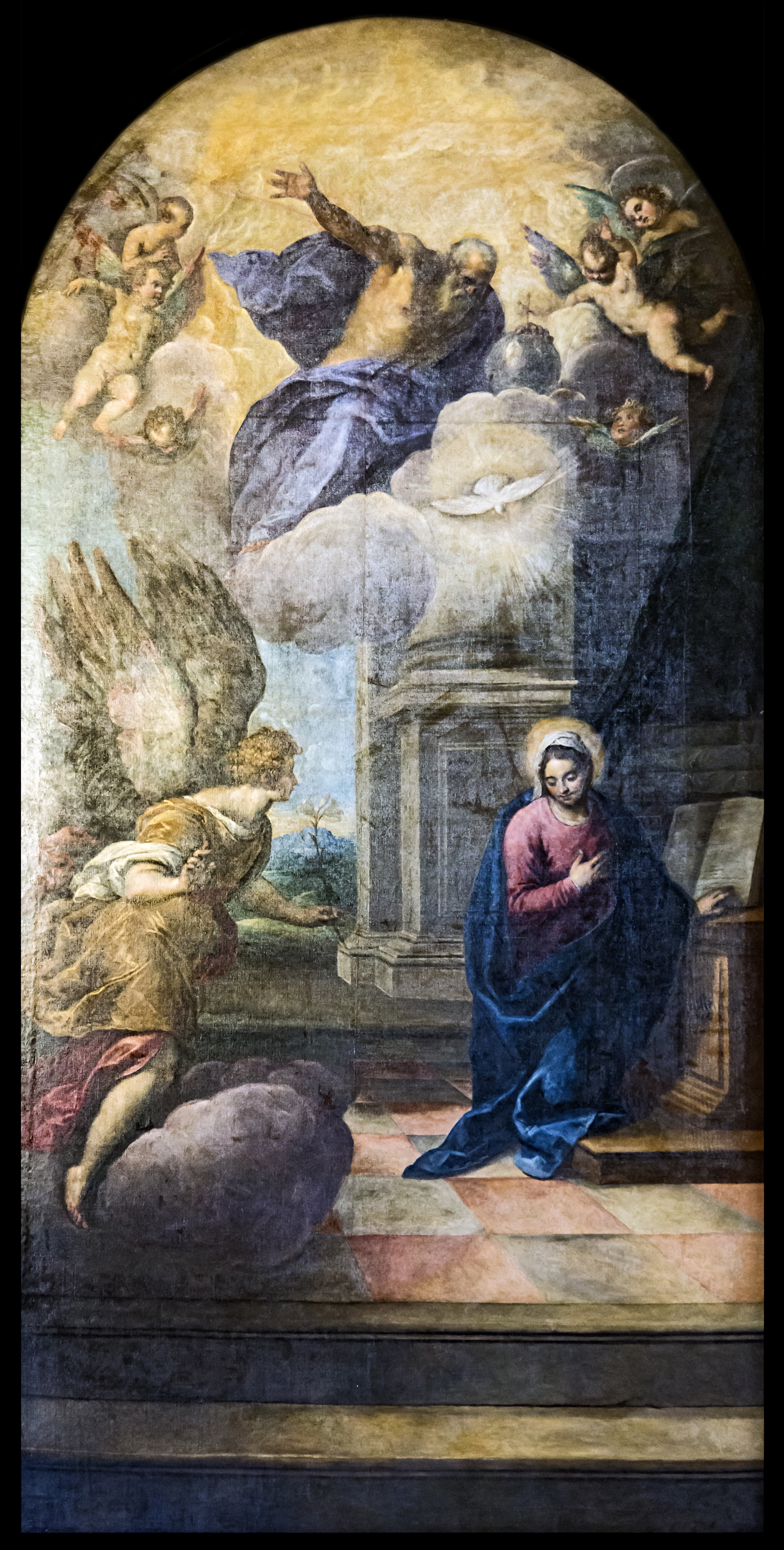
パルマ・イル・ジョーヴァネの主祭壇画『受胎告知』1590年
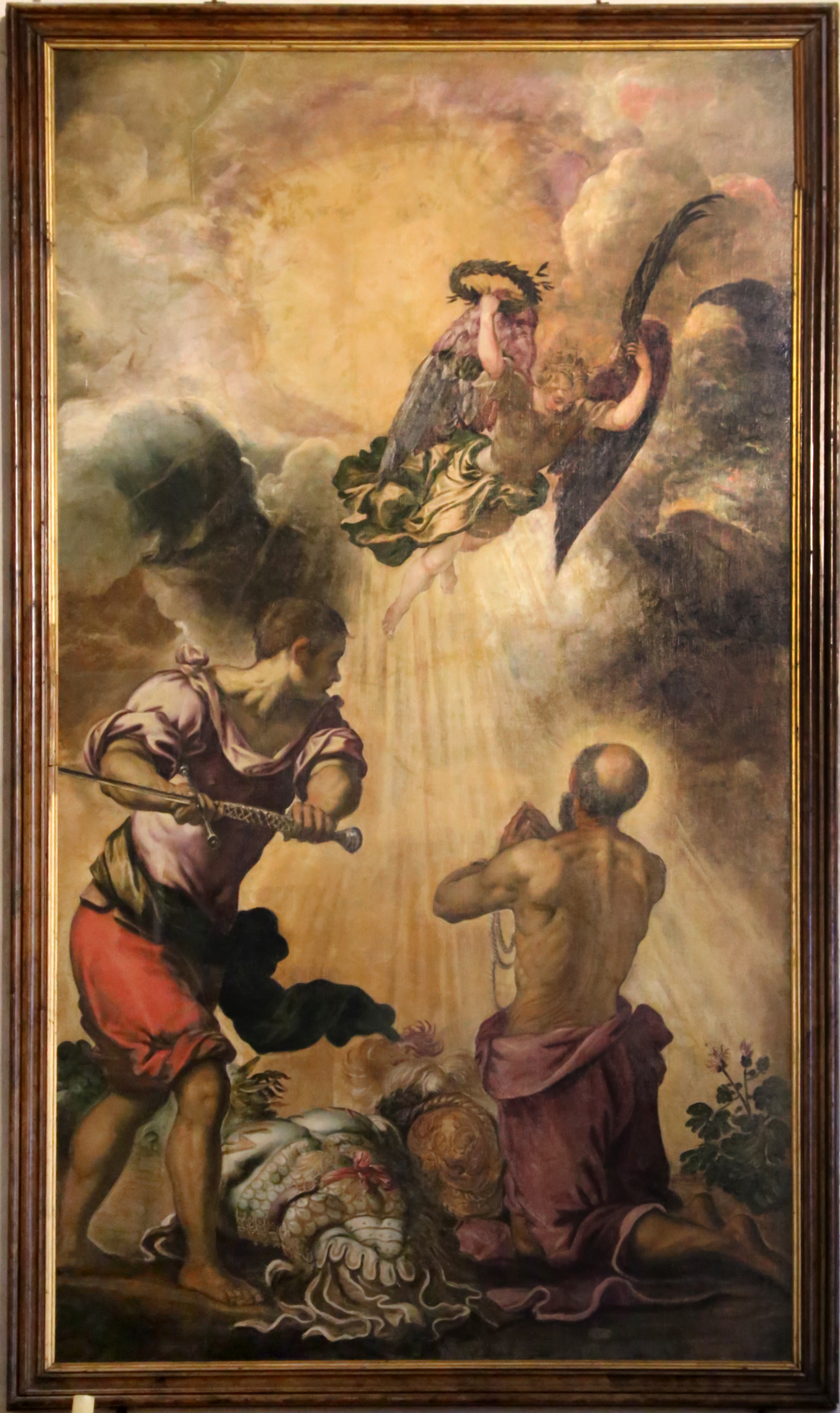
ティントレット『聖パウロの斬首』1550年から1553年の間
ティントレット『最後の審判』1560年から1562年の間

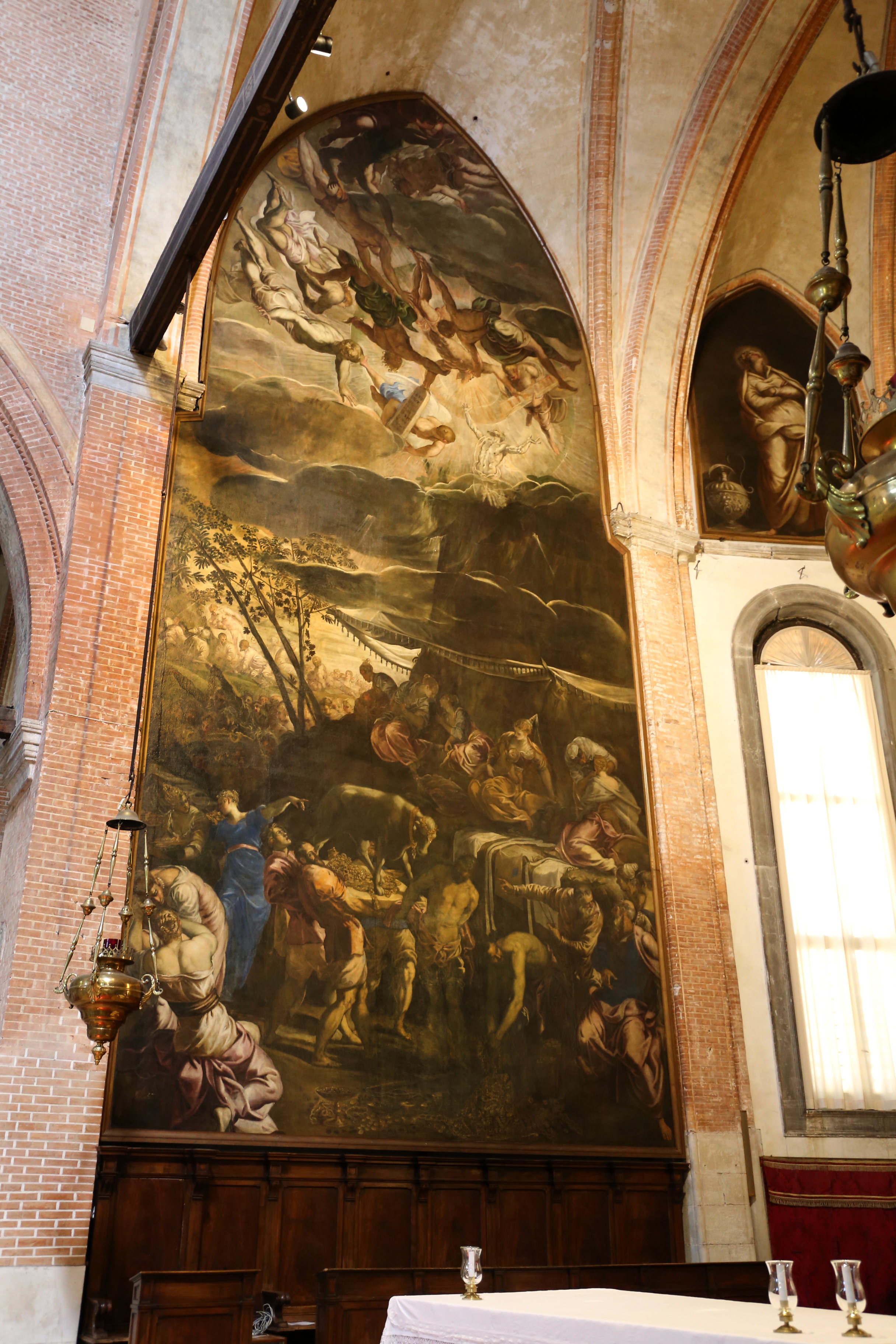
教会内陣左の壁面
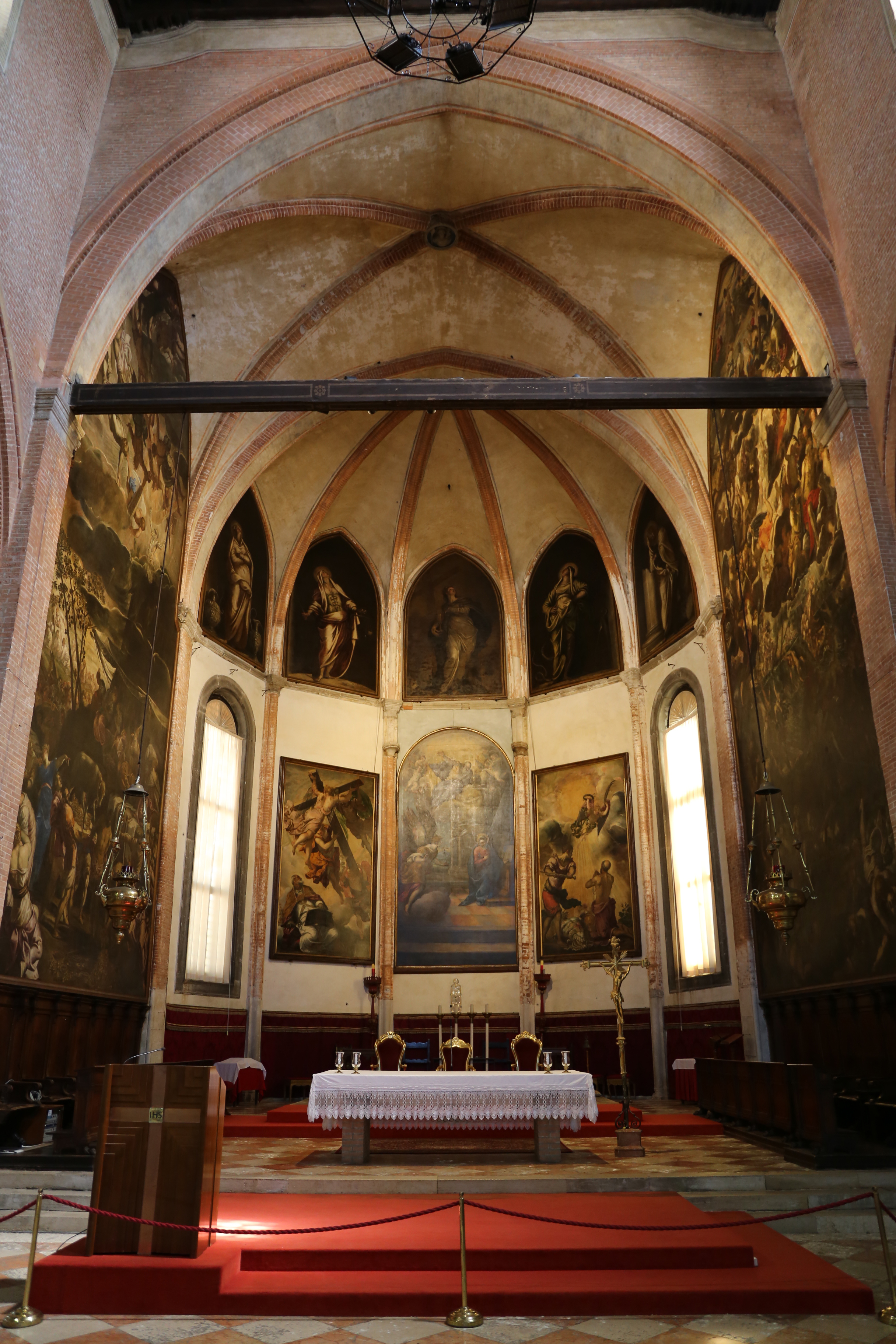
教会内陣
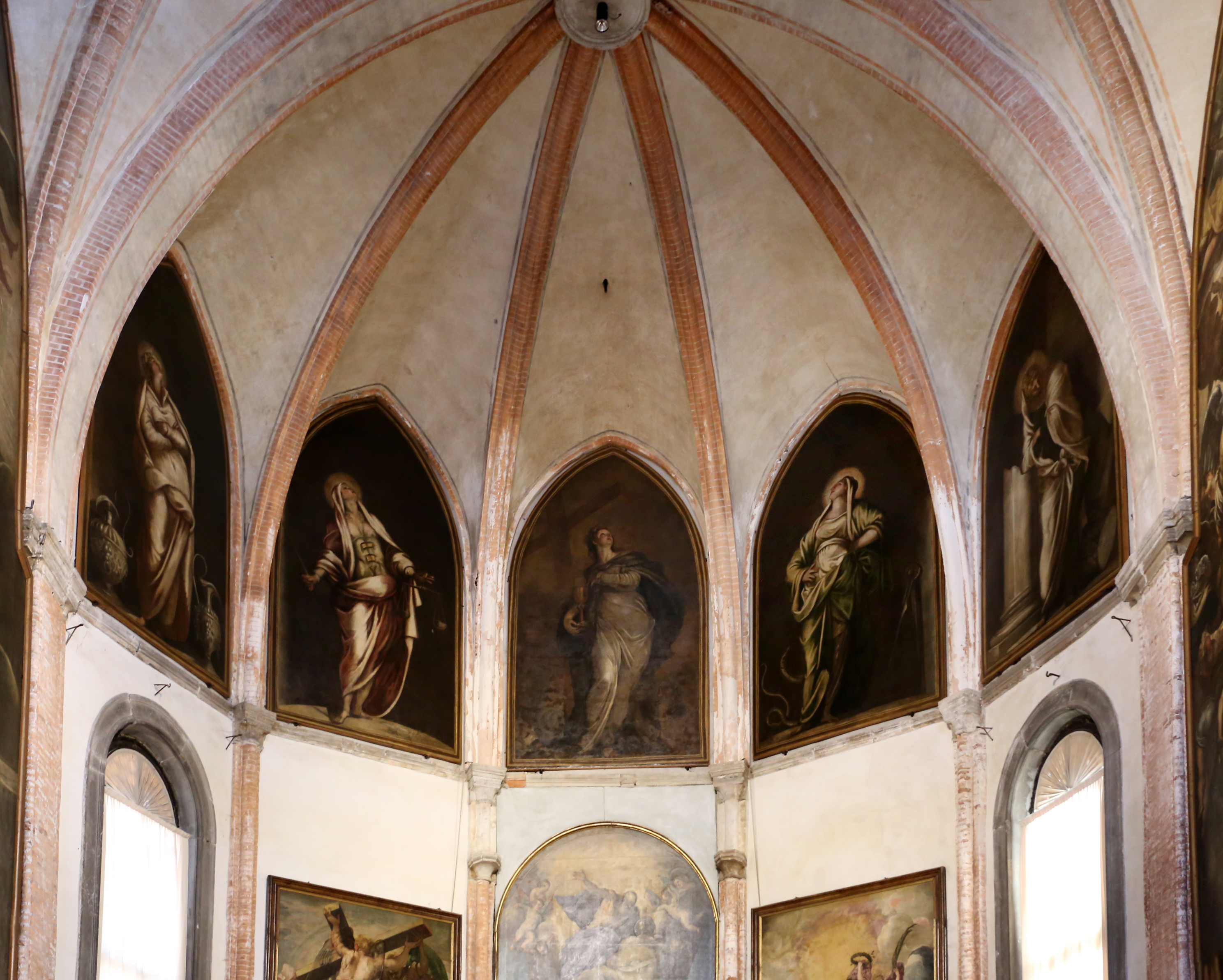
内陣上部